# 94e division d'infanterie territoriale
La 94e division d’infanterie territoriale (ou 94e division territoriale, 94e DT) est le nom d'une unité de l’armée française. Il s'agit de l'une des 16 divisions d’infanterie territoriale mobilisées en 1914. Elle est dissoute moins d'un mois après sa création le 19 septembre 1914. 

## Les chefs de la94eDT
- 22 septembre - 3 octobre 1914 : Général Villemejane[1]

## Historique
La division est créée après la déclaration de guerre le 19 septembre 1914. Elle est formée de la 187e brigade, constituée des 109e et 110e régiments d'infanterie territoriaux et la 188e brigade, constituée du 111e régiment d'infanterie territorial et des 1er, 2e et 4e bataillons de chasseurs à pied territoriaux. L'infanterie est soutenue par deux escadrons du 13e régiment de chasseurs, par deux groupes de canons de 90 et par une compagnie du 16e bataillon territorial du génie. La division comprend également l'Ambulance no  1/94.
L'état-major et les unités de soutien de la 90e division d'infanterie territoriale, dont les régiments d'infanterie ont été envoyés en août en Afrique du Nord, sont versés en septembre dans la 94e division d'infanterie territoriale.
La 94e DT est dissoute le 3 octobre 1914 sans avoir terminé son organisation ni été rattachée à une unité mère.

## Sources
- AFGG, vol. 2, t. 10 : Ordres de bataille des grandes unités : divisions d'infanterie, divisions de cavalerie, 1924, 1092 p. (lire en ligne).